# Arroyo Sauce (Río de la Plata, Santa Regina)
Der Arroyo Sauce ist ein Fluss im Süden Uruguays.
Er entsteht aus den beiden in der Cuchilla Cufré auf dem Gebiet des Departamentos Colonia südöstlich von Nueva Helvecia entspringenden Arroyo Sauce Grande und Arroyo Sauce Chico. Von dort fließt er in südliche Richtung bis zum Küstenort Santa Regina. Hier mündet er als linksseitiger Nebenfluss in den Río de la Plata.